# Люблянский град
Любля́нский град (словен. Ljubljanski grad), также Люблянский замок — средневековая крепость на холме, возвышающемся над городом Любляной.
Возник в XII веке. Стены перестроены в XV веке, сторожевая башня появилась в 1848 году. Как оборонительное укрепление использовался до XVIII века. В XIX — начале XX века служил в качестве тюрьмы. Один из символов города.

## История
Древнейшие следы пребывания человека на месте замка датируются XII веком до н. э. Замок известен с начала XII века (в латинских источниках как Castrum Leibach), тогда же оказался во владении каринтийских герцогов Спанхеймов. С пресечением династии в 1269 году крепость отошла королю Богемии, а в 1335 году вместе с остальной Крайной перешла во власть Габсбургов.
В XV веке замок был почти полностью разрушен и в том же веке восстановлен. К этому времени относится и строительство замковой часовни. В XVI—XVII веках появились другие постройки. Замок служил оборонительным укреплением против вторжений турок и восстаний крестьян. В XVII—XVIII веках здесь размещались арсенал и госпиталь. В период наполеоновских войн был разрушен, после восстановления власти Габсбургов до 1905 года использовался в качестве тюрьмы. Среди узников замка — словенский поэт Иван Цанкар, участник революции в Венгрии Лайош Баттьяни, итальянский писатель Сильвио Пеллико. В 1848 году возведена сторожевая башня для выявления в городе пожаров. 
К началу XX века замок утратил своё предназначение и стал разрушаться. 16 мая 1905 года он был выкуплен мэрией Лайбаха у властей Крайны. Бургомистр Иван Хрибар планировал разместить в замке городской музей, однако не смог реализовать этот замысел, и городской совет решил поселить здесь бедняков, которые проживали там до середины 1960-х годов. В конце 1960-х начата реконструкция, которая продолжалась более 30 лет. Ныне в замке размещается постоянная экспозиция, посвящённая истории Любляны.
В 2006 году на вершину Замковой горы протянут фуникулёр. Ежегодно 16 мая, в память о переходе замка в собственность городского муниципалитета, в Любляне отмечается День града, а его музеи устраивают день открытых дверей.

## Галерея
- Стены и замковая башня (2017)
- Двор замка (2014)
- Вид на замок и Любляну со смотровой башни (2013)
- Часовня святого Георгия (2009)
- Колодец во дворе замка (2012)
- Ангела Меркель и Борут Пахор в Люблянском граде (2011)